# Adolphsbrücke

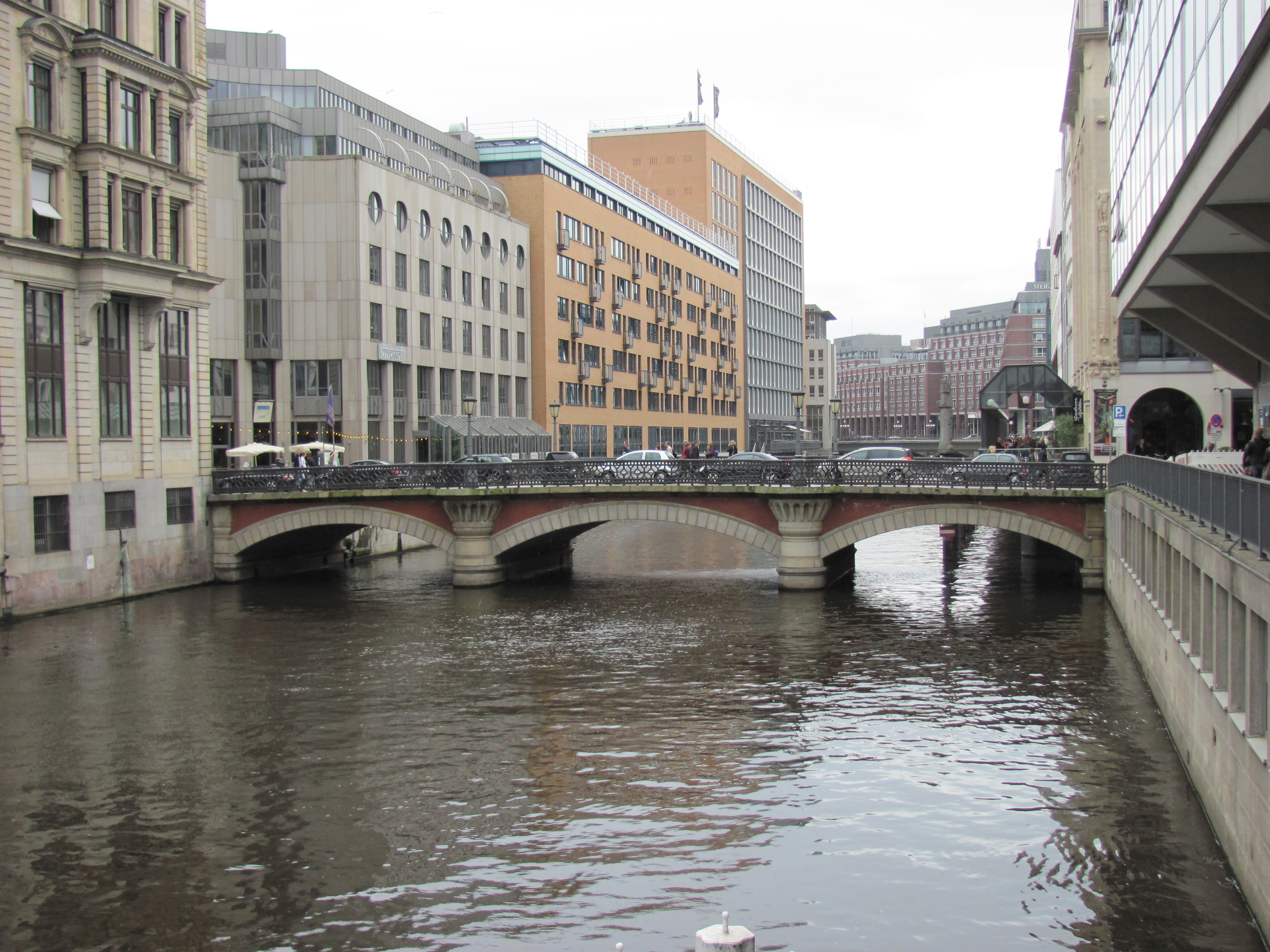
Adolphsbrücke

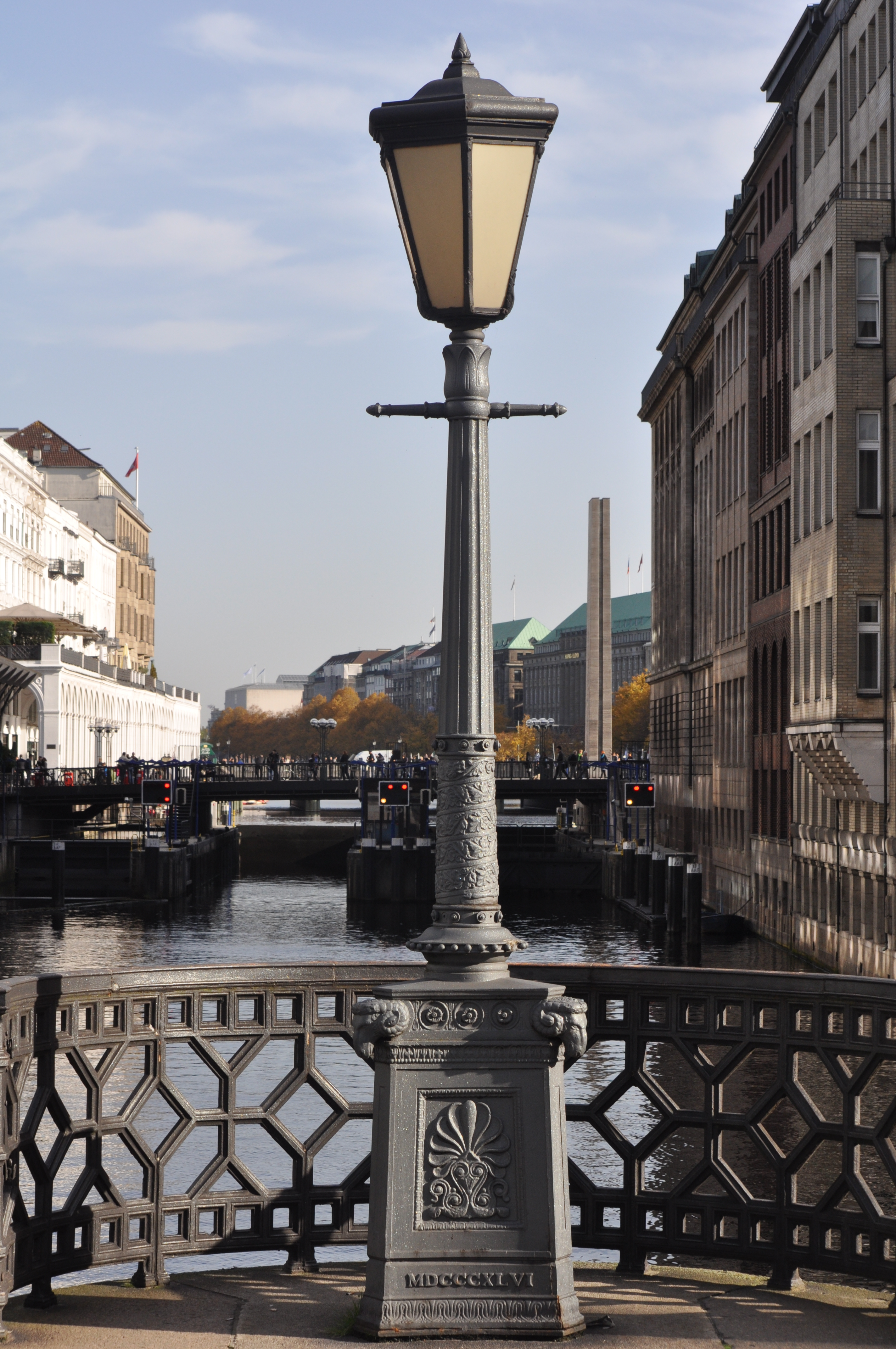
Einer der denkmalgeschützten Kandelaber

Die Adolphsbrücke überquert das Alsterfleet in Hamburg. Die Straße gleichen Namens verbindet den Neuen Wall und den Alten Wall. Es handelt sich um eine Ziegel-Segmentbogenbrücke mit drei halbrunden Segmentbögen. Über den Pfeilern befinden sich beidseitig Kanzeln. Architekt war der Brückenbaumeister Johann Hermann Maack. Die Brücke wurde 1845 errichtet. Beim Bau des S-Bahn-Tunnels unter der Alster wurde sie um 1972 abgerissen und danach rekonstruiert, die Gewölbe dabei in Stahlbeton gefertigt. Ihre Länge beträgt 36 m, ihre Weite 11,4 m.
Die Brücke ist nach Adolf IV. von Schauenburg und Holstein benannt, Stifter des Marien-Magdalenen-Klosters am gleichnamigen Adolphsplatz.
Die vier Kandelaber der Adolphsbrücke, ebenfalls nach Entwürfen von Johann Hermann Maack, wurden am 12. März 1943 in die Liste der Kulturdenkmäler der Stadt Hamburg eingetragen (Nr. 14221). Die römische Zahl MDCCCXLVI im Sockel der Kandelaber steht für das Herstellungsjahr 1846.